# 凯旋门 (巴塞罗那)
41°23′27″N 2°10′50″E / 41.39083°N 2.18056°E
西班牙巴塞罗那凯旋门（Arc de Triomf）作为1888年世界博览会的主要入口而兴建，用红砖砌筑，属于摩尔复兴风格。前面的门楣上雕刻有 "Barcelona rep les nacions"（“巴塞罗那欢迎各国”），背面的门楣石雕名为 "Recompense"。相反的带状装饰包含一个名为“报应”。凯旋门的顶端装饰着西班牙其他49个省的省徽。
巴塞罗那凯旋门地处通往城堡公园的Passeig de Lluís Companys宽阔大道的尽头。